# 雨の降る駅
『雨の降る駅』（あめのふるえき）は、1986年6月6日にTBS系列で放送されたスペシャルドラマ。セゾングループの単独提供による「セゾンスペシャル」として放送された。
鎌田敏夫の脚本のもと、雨の降る郊外の小さな駅の待合室を舞台に、2組の男女と、これをとりまく人間模様を描いている。

## あらすじ
9年間に及ぶ交際に終止符を打とうとしている熟年の男女、山添保之（田村正和）と佐々木水絵（大原麗子）は、今まさに雨が降る駅の待合室で、旅の最後に別れを告げようとしていた。そのとき、雨に降られかけこんできた若い二人のカップルと遭遇する。むつまじく旅を楽しむ若い男女の姿に、心が乱れる水絵、気まずくなる保之。二人はふと、このカップルのように振舞っていた昔の時代を思い返した。別れを決めながらも戸惑う彼らの前に、駅の売店で、困惑しながらも公衆電話をかけ続ける謎の女性・藤井佐和（島倉千代子）が現れた。

## キャスト
- 山添保之：田村正和
- 佐々木水絵：大原麗子
- 柳葉敏郎
- 渡辺典子
- オール巨人
- 所ジョージ
- 左とん平
- 佐々木すみ江
- 千石規子
- ビートたけし
- 藤井佐和：島倉千代子
- 根岸季衣
- 横山道代
- 内藤剛志
- 松下幸枝
- 松澤一之
- 北村昌子

## スタッフ
- ディレクター：鴨下信一
- プロデューサー：八木康夫
- 脚本：鎌田敏夫